# Macrocoma filiformis
Macrocoma filiformis là một loài Rêu trong họ Orthotrichaceae. Loài này được (Hook. & Grev.) Grout mô tả khoa học đầu tiên năm 1944.